# Highwood (Illinois)
Highwood – miasto w Stanach Zjednoczonych, w stanie Illinois, w hrabstwie Lake.